# Castillo miliar 9
El castillo miliar 9 (Chapel House) fue un castillo miliar del Muro de Adriano. Sus restos existen parcialmente como una plataforma baja, y se encuentran en West Denton (al oeste de Newcastle upon Tyne), a 270 m de Chapel House Farm. Sin embargo, la parte norte de los restos está cubierta en su mayor parte por las carreteras A69/B6528. El castillo miliar marca una línea divisoria entre aquellos cuya posición está relativamente bien definida (al oeste) y aquellos cuya posición es menos segura (al este).

## Construcción
El castillo miliar 9 era un edificio de eje largo con puertas de tipo IV (una variante de muro ancho de las puertas de tipo II). Se cree que estos castillos fueron construidos por la Legio XX Valeria Victrix, que tenía su base en Deva Victrix (Chester). Los únicos otros miliarios conocidos con puertas de tipo IV son el castillo miliar 27 y posiblemente el castillo miliar 10.
Tenía unas dimensiones interiores de 14,88 m de ancho por 18 m de largo, con puertas de 2,7 m de ancho. Los muros laterales tenían un grosor de 2,7 m; el muro sur era ligeramente más estrecho y tenía las esquinas interiores y exteriores redondeadas. Los muros laterales estaban construidos con un núcleo de arcilla y escombros, con piedras de revestimiento con argamasa. Se encontraron siete piedras de la base con números (cinco de "VIII", una de "VIIII" y una de "IX"). Es posible que se cortaran en la cantera.
Se ha encontrado un agujero de poste en la parte occidental del castillo miliar 9, posiblemente indicando una estructura de madera anterior. El barracón tenía una superficie de 32 m2. Como resultado, se ha sugerido que la guarnición estaba formada por ocho hombres, menos que en muchos otros castillos miliares (que tenían hasta 32). El cuartel de piedra se amplió en el siglo III y se construyó otro edificio de función desconocida cerca, al oeste.

## Excavaciones e investigaciones
- 1840 - Hodgson escribió que «hacia 1790 se excavaron fuertes cimientos de mampostería en Chapel Houses, en el lugar llamado Chapel».[5]
- 1858 - Henry MacLauchlan describe los restos de Chapel House como destruidos, de modo que apenas pueden verse sus contornos.[6]
- 1929 - Sólo se encontraron restos de los cimientos de los muros laterales del castillo, pero de los muros norte y sur quedaban seis hiladas por encima de los cimientos. Se determinaron las dimensiones del castillo (incluida una estimación de la anchura de la puerta sur). Los hallazgos fueron:[7]
  - Se encontró un agujero de poste en la parte occidental. Esto indica la posibilidad de una estructura de madera anterior.
  - Parte de un barracón de piedra. Cubría una superficie relativamente pequeña de 32 metros cuadrados, lo que sugiere un tamaño de guarnición de un contubernium (8 hombres), más pequeño que muchos otros castillo miliares. El cuartel se amplió en el siglo III, probablemente para albergar cuatro contubernia (32 hombres).[1]
  - Otro edificio de función desconocida erigido a poca distancia.[1]
  - Cerámica que refleja cada periodo del Muro.
  - Monedas de Tétrico I y también de Valentiniano I (lo que indica que el castillo es uno de los 10 únicos que contienen material del siglo IV).
  - Un tablero de juego.
  - Una funda de espada.
  - Parte de un relieve de una figura femenina.
  - Otro hallazgo inusual fue el de un enterramiento en una cista romana o posromana fuera del muro sur. Contenía el esqueleto sin cabeza de un individuo de 17 años. También se descubrieron cerca los huesos de un hombre adulto y una mujer de unos 20 años.
  - La Vía militar se descubrió a 9,8 m al sur, en dirección este-oeste, con un ramal hacia la entrada. En este punto, la Vía militar tenía más de 9,8 m de anchura, era de piedra arenisca y tenía restos de bordillo en el lado norte.
- 1951 - Reexamen parcial. Se encontró la puerta norte y se identificó como una variante del tipo II (posteriormente conocida como tipo IV).
- 1966 - Trabajo de campo de English Heritage. Se observó que la mayor parte del castillo había sido cubierta por la ampliación de la carretera, pero la parte sur todavía era evidente como una elevación de tierra mal definida dentro de un campo de cultivo. No había indicios de la Vía militar ni del ramal de carretera.[8] En 1928 se llevaron a cabo excavaciones para localizar la torreta 9A, pero no se encontró.[9]
- 1979 - Trabajo de campo de English Heritage. Se observó que el yacimiento había quedado aún peor definido desde la investigación anterior. El yacimiento no muestra restos inteligibles.[8]
- Finales de los años 1990 - Una investigación de English Heritage descubrió que el castillo miliar 9 era uno de los 14 únicos castillos que se encontraban en tierras cultivadas y que sólo él y el castillo miliar 19 estaban siendo dañados por la agricultura.[10] El castillo miliar 9 presentaba marcas de arado en la parte superior de los muros supervivientes (el lado sur se encontraba bajo el campo de un granjero).[10] Se llegó a la conclusión de que la única manera de prevenir futuros daños por arado es retirar la tierra del cultivo.[11]
- 2000 - Reexamen parcial. Se registró una superficie enlosada más allá de la esquina sureste, y se hallaron pruebas de que el castillo podría haber sido construido sobre depósitos arqueológicos anteriores. Se observó una capa de arcilla amarilla debajo del castillo, posiblemente colocada como plataforma de construcción. Se descubrió una zanja al este del castillo, posiblemente parte de las defensas.[12] Si éste fuera el caso, el castillo 9 sería uno de los cinco únicos castillos en los que se ha identificado un foso perimetral.

## Torretas asociadas
Cada castillo miliar del Muro de Adriano tenía dos torretas asociadas. Estas torretas estaban situadas aproximadamente a un tercio y dos tercios de una milla romana al oeste del castillo, y probablemente habrían estado a cargo de la guarnición del mismo. Las torretas asociadas con el castillo miliar 9 se conocen como Torreta 9A y Torreta 9B.

### Torreta 9A
Se cree que la torreta 9A se encuentra bajo una carretera moderna en Walbottle, aunque se desconoce su posición exacta ya que no quedan rastros visibles. En 1929 se llevaron a cabo excavaciones para localizar la torreta, pero no se encontró.
Posible ubicación: 54°59′32″N 1°43′46″O / 54.9922, -1.729511

### Torreta 9B
La torreta 9B (Walbottle) también se encuentra bajo una carretera moderna (Hawthorn Terrace) cerca del extremo oeste del colegio St. Cuthbert. Aunque los restos superficiales están ocultos por la carretera, en 1928 se localizaron 5,8 m del muro sur de la torreta, bajo un seto al norte de la carretera. La posición exacta es objeto de controversia, ya que el informe de la excavación la sitúa a 498 m al este del castillo miliar 10, mientras que otra fuente da una distancia de 520 m. Sin embargo, se registró que se construyó con la misma mampostería sustancial que la torreta 7B, con la puerta en la misma posición.
Ubicación según la Ordnance Survey: 54°59′37″N 1°44′12″O / 54.993672, -1.736733

## Registro de monumentos
| Monumento         | Código de Monumento | Código del Historic England Archive |
| Castillo miliar 9 | 22662               | NZ 16 NE 5                          |
| Torreta 9A        | 22667               | NZ 16 NE 6                          |
| Torreta 9B        | 22670               | NZ 16 NE 7                          |